# Мулимя
Мулимя̀ (на руски: Мулымья) е река в Азиатската част на Русия (Западен Сибир – Ханти-Мансийски автономен окръг, Тюменска област), ляв приток на река Конда от басейна на Иртиш.
Дължината ѝ е 608 km, което ѝ отрежда 125-о място по дължина сред реките в Русия.
Река Мулимя води началото си от блатата, разположени на възвишението Люлимвор (южната част на Северо-Сосвинските възвишения), на 132 m н.в., в югозападната част на Ханти-Мансийския автономен окръг, Тюменска област. По цялото си протежение реката тече през силно заблатената и залесена западна част на Западносибирската равнина. Има голяма и широка заливна тераса, ниска, заблатена, с множество малки езера и покрита с гъста тайга. Руслото на Мулимя е силно меандриращо, слабо врязано в релефа. Влива се отляво в река Конда (от басейна на Иртиш) при нейния 698-и km, на 48 m н.в., в близост до село Мулимя, Ханти-Мансийски автономен окръг.
Водосборният басейн на Мулимя обхваща площ от 7810 km2, което представлява 10,73% от водосборния басейн на река Конда и обхваща части от Ханти-Мансийския автономен окръг.
Границите на водосборния басейн на реката са:
- на север – водосборните басейни на малки леви притоци на Об;
- на изток – водосборният басейн на река Голям Тап, ляв приток на Конда
- на запад – водосборните басейни на малки леви притоци на Конда.

Река Конда получава 17 притока с дължина над 20 km, като само един от тях е с дължина над 100 km: река Супра (десе 144 km, 1660 km2.
Подхранването на Мулимя е смесено, като преобладава снежното. Замръзва през октомври, а се размразява през май.
По течението на реката има само едно населено място – село Супра, и няколко сезонни селища.